# Gustav Keller (Drucker)

Porträt von Gustav Keller, 1903

Johann Heinrich Gustav Keller (* 6. Januar 1863 in Bern; † 31. Januar 1952 in Thun) war ein Schweizer Kupferdrucker und topographischer Zeichner, Inhaber einer Kupferdruckerei und eines Kunstverlages. Er war Drucker von Banknoten, Exlibris, Briefmarken, Panoramen und Reproduktionen. Er wirkte als Konservator des Historischen Museums Thun, Aquarellmaler, Federzeichner und Radierer.

## Leben
Johann Heinrich Gustav Keller entstammte einem in der Gemeinde Gysenstein bei Konolfingen alteingesessenen Berner Bauerngeschlecht. Er wurde am 19. Dezember 1863 in Bern geboren als Sohn von Christian Keller und Maria Hausammann, die seit 1845 verheiratet waren. Gustav Keller, der mit Lina Kehr (1862–1919) verheiratet war, hatte vier Kinder: (Lina (1888–?), Martha (1889–1976), Klara Gertrud (1896–?) und Hans Gustav (1902–1977)). 1923 ging Keller eine zweite Ehe mit Anna Regula Dürst (1872–1959) ein, die 1930 geschieden wurde.
Nach einer Lehrzeit, in der Geographischen Anstalt H. Müllhaupt und Sohn schrieb er sich 1885 als Aufenthalter und 1887 als Niedergelassener in Bern ein. 1893 eröffnete er in Bern ein eigenes Geschäft, das als Kupferdruckerei und Kunstverlag bis zu seiner Übersiedlung nach Thun bestand. In diesen Jahren besorgte er den Druck von Banknoten im Auftrag des Eidgenössische Finanzdepartements; er druckte Karten, Panoramen; Porträts; Bilder der Maler Albert Anker und Wilhelm Balmer, Ansichten, Exlibris usw.

1896 erhielt er an der Schweizerischen Landesausstellung in Genf eine Ehrenmeldung für Briefmarkenentwürfe. und graphische Drucksachen. In Bern gehörte Keller dem Kreisgesangverein als Sekretär an. 

Carte de visite de la maison G. Keller-Kehr à Berne, 1896.

1897 liess er sich in Thun nieder, wo er bis zu seiner Pensionierung im Jahre 1934 als Beamter im eidg. Schiesskartenbureau für Befestigungen arbeitete. 1904 nahm er Teile des Blattes Realp der ersten Ausgabe der Spezialkarte des Festungsgebiets St. Gotthard auf. In Thun erwarb er 1917 das Burgerrecht der Burgergemeinde.
1902 wurde Keller als Sekretär des Männerchors Thun genannt. 1902 versuchte er Färbermeister Ernst Heinrich Döring vor dem Ertrinken in der Aare zu retten. Schon früh interessierte er sich für die Belange des Museums Schloss Thun. Als Anerkennung für seine Schenkungen an die Sammlung erhielt er 1902 eine Freikarte zum beliebigen Besuch des Museums. Eine aktive Mitarbeit und Wahl in die Museumskommission war aber wegen seiner vielen berufsbedingten Ortsabwesenheiten und dem erst nach Beendigung des Ersten Weltkrieges 1919 möglich.

Neben seinem Beruf und dem Ehrenamt als Konservator des Historischen Museums Schloss Thun war es Gustav Keller möglich, seine künstlerische Begabung in einigen hundert Feder- und Bleistiftzeichnungen sowie Aquarellen und Radierungen niederzulegen. Von diesen verschiedene in den Museumsjahresberichten und in den wissenschaftlichen Veröffentlichungen seines Sohnes Hans Gustav Keller zu sind. 1927 wurde Gustav Keller von der Museumskommission die von Hans Drenckhahn gefertigte Kopie eines Glasgemäldes zum Geschenk gemacht. 

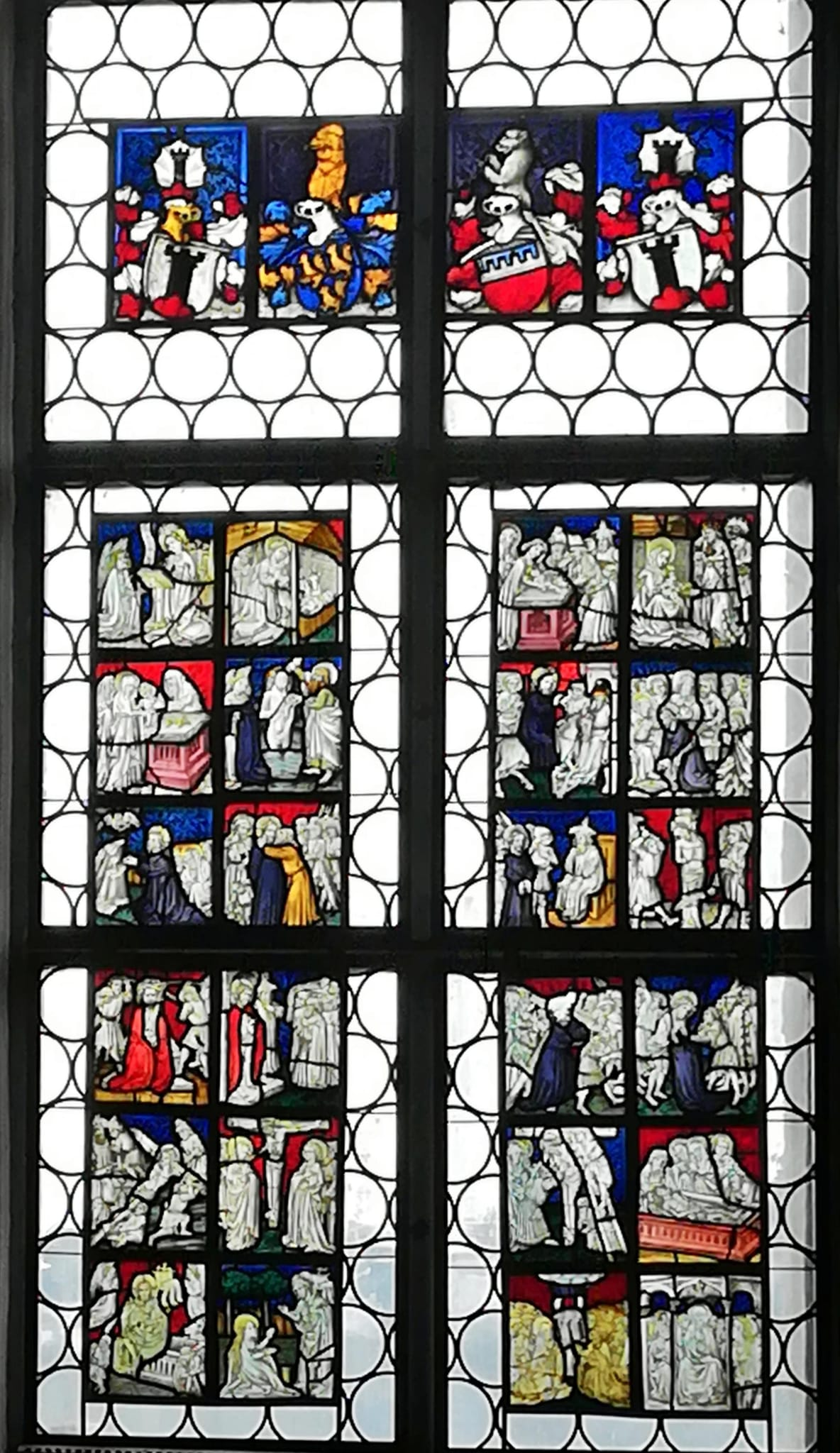
Spätgotische Glasscheiben des Glasmalers Hans Noll in der Kirche Hilterfingen.

Zu Veröffentlichungen von Hans Gustav Keller lieferte Gustav Keller in der Regel die Abbildungen, die wiederum willkommene Beilagen zu den Jahresberichten bildeten. Dazu zählen Zeichnungen nach Ludwig Richter, 1934 sowie Zeichnungen nach dem Bilderzyklus des Glasmalers Hans Noll in der Kirche Hilterfingen in den Publikationen Die Jugend Jesu Christi, 1935, Die Passion, 1936 und Das Leben und Leiden Jesu Christi, 1940.

Briefmarke des Grand Hôtel des Alpes in Mürren, 1897: Das Grand Hôtel des Alpes des Besitzers Wilhelm Gurtner-Kernen hat als einziges Hotel gestochene Hotelmarken herausgegeben. «P. Keller-Kehr», Bern, zeichnete als Stecher.

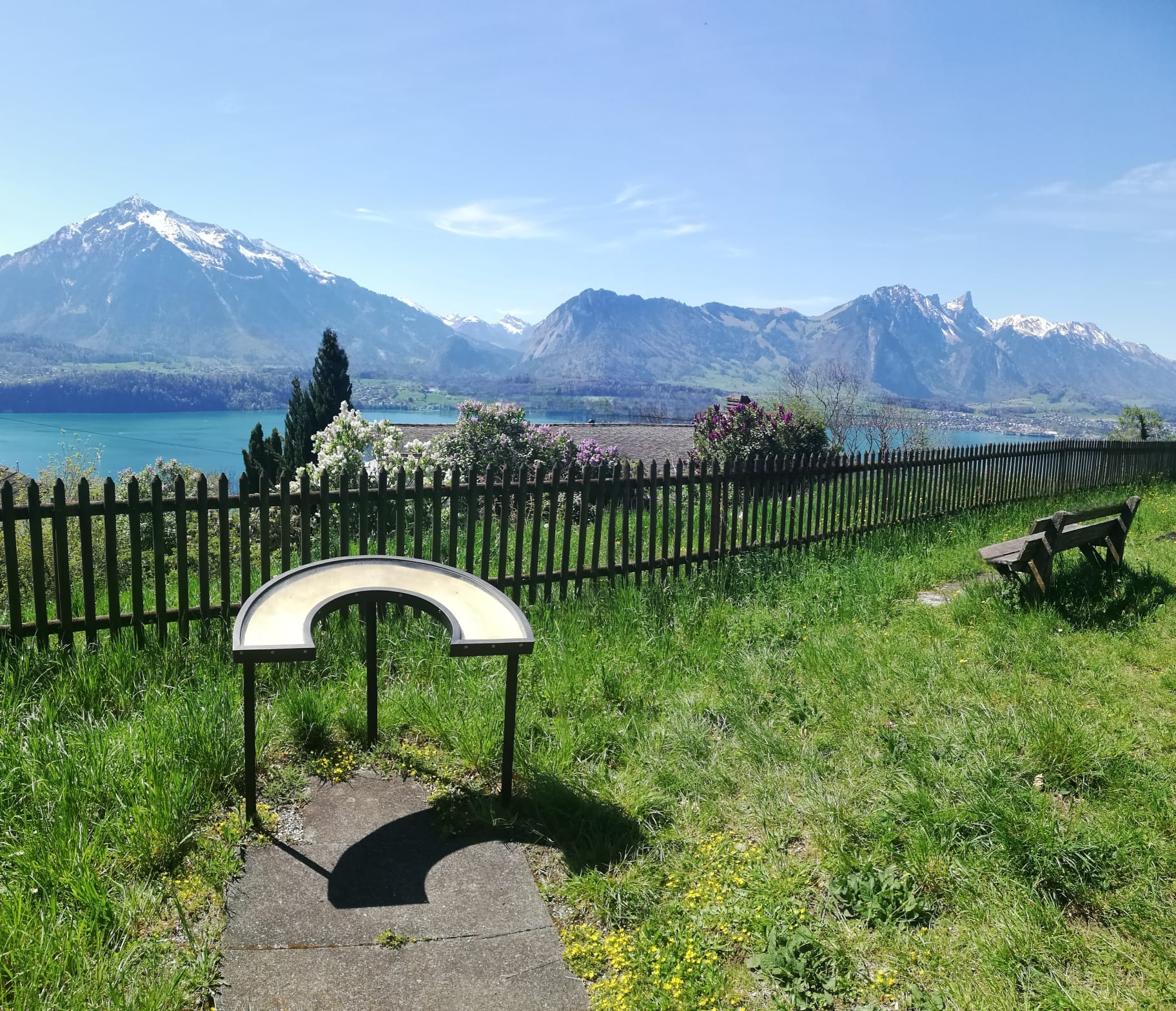
Panorama auf dem Bühlhubel, Aeschlen ob Gunten, von Gustav Keller-Fehr, 1902, welches er im Auftrag von Eduard Oehler, Besitzer der Villa Schönörtli. erstellte.

Gustav Keller fertigte diese Federzeichnungen mit Erlaubnis des Kirchgemeinderats von Hilterfingen in der Zeit vom 6. September 1926 bis zum 29. August 1939 zunächst an Ort und Stelle nach den Originalen auf Pausen an, um sie sodann zu Hause unter Beiziehung von Lichtbildern auszuarbeiten. Weitere Abbildungen sind zu finden unter anderem in den Broschüren Alt Thun mit fünf Zeichnungen nach Matthäus Merian (1936), in Der Medaillon-Teppich. Ein frühgotisches Altarantependium in Thun. In: König Sigismunds Besuch in Bern. (1937), in der Gedenkschrift zum 50-jährigen Bestehen des Historischen Museums (1937), in Das schöne alte Thun (1939), in Federzeichnungen von Thun und Umgebung (1942) und in die Kirche von Einigen.
Seine Arbeit für das Thuner Heimatmuseum fand öffentliche Würdigung 1927 durch eine ihm von der Museumskommission überreichte Dankesurkunde, 1929 durch die Ernennung zum Ehrenmitglied des Verschönungsvereins von Thun und 1937 mit Ehrengabe des Bürgerrats von Thun. Diese Ehrungen erfolgten im Besonderen in Anerkennung seiner grossen Verdienste um die Förderung, Instandhaltung und Umgruppierung des Museums «in selbstloser, hingebender und hervorragender Art», wie dieses in den Anerkennungsschreiben zum Ausdruck kam.
Gustav Keller starb am 6. Januar 1952 in Thun. Die Trauerfeier und Kremation fand am 9. Januar 1952 im Krematorium Thun statt. Pfarrer Otto Messerli schilderte den Lebenslauf des Verewigten; Arnold Dürst, Präsident der Museumskommission, würdigte das Wirken des Konservators des Historischen Museums und Herr Nell die wertvolle und erspriessliche Arbeit in den Freimaurerlogen Hoffnung und Phönix.

## Publikationen
- Jahresbericht Schloss Thun.[73][108]
- Hans Gustav Keller: Die Kirche von Einigen. In: Historisches Museum Schloss Thun – Jahresbericht 1943. 1944, S. 18–28.[97]
- Gustav Keller: Das Landgut Chartreuse. Um 1880. In: Hans Gustav Keller: «La Chartreuse» – Der Landsitz des Schultheisen Niklaus Friedrich von Mülinen. Thun 1941, S. 35.[109]
- Gustav Keller (Federzeichnungen) und Hans Gustav Keller (Einleitung und Geleitwort): Das Leben und Leiden Jesu Christi; die 24 Glasgemälde des Meisters Hans Noll in der Kirche von Hilterfingen. Bern 1940.[81]
- Die Passion. Die Glasgemälde des Meisters Hans Noll in der Kirche von Hilterfingen. Sechs Federzeichnungen mit einem Geleitwort von Hans Gustav Keller. In: Jahrbuch Schloss Thun. 1935, S. 21.[85]
- Hans Gustav Keller: Der Medaillon-Teppich. Ein frühgotisches Altarantependium in Thun. Mit einer Photographie und vier Federzeichnungen von Gustav Keller. 1936.
- Gustav Keller (Federzeichnungen) und Hans Gustav Keller: Vier Zeichnungen Ludwig Richters von Thun und Umgebung. Thun 1934.[82]

## Archive und Sammlungen
- Basel, Öffentliche Bibliothek der Universität Basel.[117][118]
- Bern, Bundesamt für Landestopografie swisstopo.[62][63][119]
- Bern: Burgerbibliothek Bern.[120][121]
- Bern: Schweizerische Nationalbibliothek, Archivdatenbank:[122]
- Bern: Staatsarchiv des Kantons Bern.[92][18][123][124][91]
- La Chaux-de-Fonds, Bibliothèque de la ville: Fonds Arnold Robert.[8]
- Thun: Stadtarchiv.[125]